# Senat von Maryland

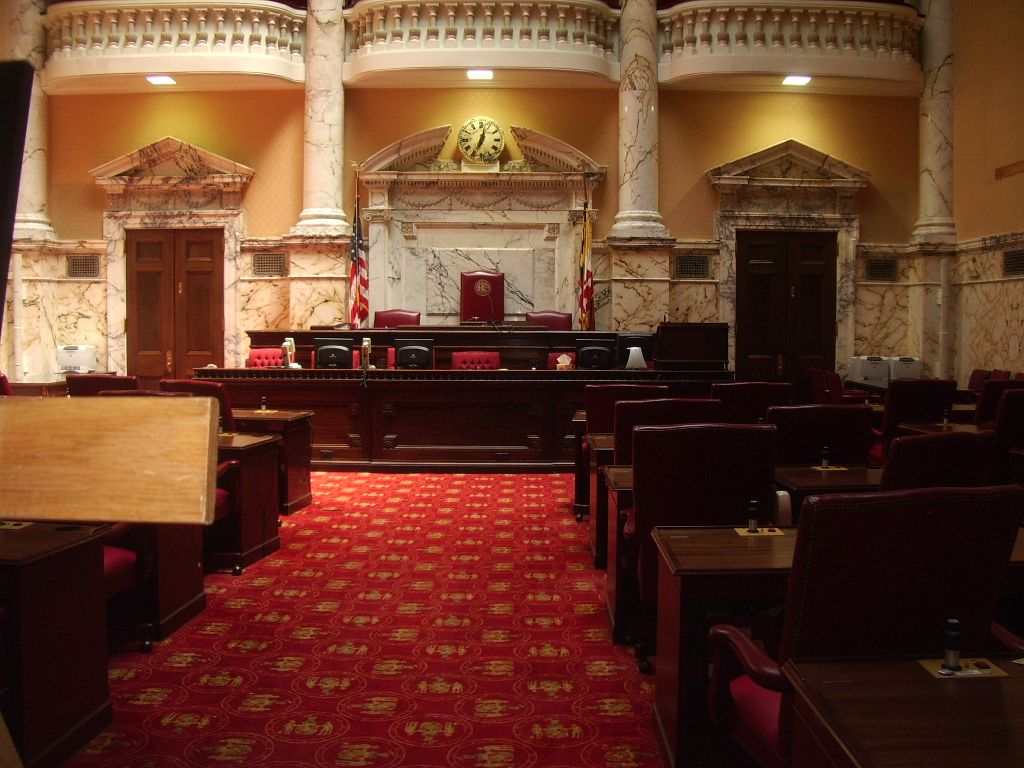
Sitzungssaal des Senats von Maryland

Der Senat von Maryland (Maryland State Senate) ist das Oberhaus der Maryland General Assembly, der Legislative des US-Bundesstaates Maryland. Die Parlamentskammer setzt sich aus 47 Abgeordneten zusammen, die jeweils einen Wahldistrikt repräsentieren. Der Sitzungssaal des Senats befindet sich gemeinsam mit dem Abgeordnetenhaus im Maryland State House in der Hauptstadt Annapolis.

## Aufgaben des Senats
Wie in den Oberhäusern anderer Bundesstaaten und Territorien sowie im US-Senat fallen dem Senat von Maryland im Vergleich zum Repräsentantenhaus spezielle Aufgaben zu, die über die Gesetzgebung hinausgehen. So obliegt es dem Senat, Nominierungen des Gouverneurs in dessen Kabinett, weitere Ämter der Exekutive sowie Kommissionen und Behörden zu bestätigen oder zurückzuweisen.

## Zusammensetzung
| Partei   | Partei                 | Abgeordnete |
| -------- | ---------------------- | ----------- |
|          | Demokratische Partei   | 33          |
|          | Republikanische Partei | 14          |
| Summe    | Summe                  | 47          |
| Mehrheit | Mehrheit               | 19          |

### Wichtige Senatsmitglieder
| Position                            | Name                  | Partei         | Bezirk |
| ----------------------------------- | --------------------- | -------------- | ------ |
| Senatspräsident                     | Thomas V. Miller      | Demokrat       | 27     |
| President Pro Tempore               | Nathaniel J. McFadden | Demokrat       | 45     |
| Mehrheitsführer / Majority Leader   | Robert J. Garagiola   | Demokrat       | 15     |
| Oppositionsführer / Minority Leader | Nancy Jacobs          | Republikanerin | 34     |